# 대구읍지
《대구읍지》(大丘邑誌)는 대구광역시 달서구, 계명대학교 동산도서관에 있는 조선시대의 책이다. 2010년 1월 20일 대구광역시의 유형문화재 제55호로 지정되었다.

## 개요
《대구읍지》는 영조 44(1768)년 이후에 편찬된 것으로 추정되는 현존하는 가장 오래된 읍지의 하나로 조선 영․정조 연간의 대구의 역사, 산업, 문화, 행정 사례를 연구하는데 중요한 자료로 역사적, 학술적 가치가 크다.

## 참고 자료
- 대구읍지 - 국가유산청 국가유산포털